# Liste kanadischer Schriftsteller
Diese Liste umfasst sowohl die englischsprachigen als auch die französischsprachigen Autoren Kanadas.

## A
- Milton Acorn (1923–1986)
- Barry Adam (* 1952)
- Ian Adams (* 1937)
- Linda Aksomitis  (* 1951)
- Charlotte Vale Allen (Pseud. Katherine Marlowe) (* 1941)
- Grant Allen (1848–1899)
- Sidney Allinson
- George Amabile (* 1936)
- Rod Anderson (* 1935)
- Hubert Aquin (1929–1977)
- Gilles Archambault (* 1933)
- Jeannette C. Armstrong (* 1948) First Nations
- David Arnason (* 1940)
- Ryad Assani-Razaki (* 1981)
- Margaret Atwood (* 1939)
- Margaret Avison (1918–2007)
- Phillipe-Ignace Francois Aubert du Gaspe (1814–1841)

## B
- D. F. Bailey
- Himani Bannerji (* 1942)
- Volodimir Barabash (1900–1989)
- Bruce Barber (* 1950)
- Steve Bareham
- Joan Barfoot (* 1946)
- Gary Barwin (* 1964)
- Gurjinder Basran (* 1972)
- Ronald Bates
- Bill Bauer (1932–2010)
- Nancy Bauer (* 1934)
- Henry Beissel (1929–2025)
- William Bell (* 1945)
- Nigel Bennett (* 1949), Schauspieler, Fantasy-Literatur
- David Bergen (* 1957)
- Pierre Berton (1920–2004), populäre Geschichtsbücher
- Dennison Berwick (* 1956)
- Gérard Bessette (1920–2005)
- Carol Biberstein
- Sandra Birdsell (* 1942)
- Earle Birney (1904–1995)
- Bill Bissett (* 1939)
- Neil Bissoondath (* 1955)
- Marie-Claire Blais (1939–2021)
- Clark Blaise (* 1940)
- Fred Bodsworth (1918–2012)
- Christian Bok (* 1966)
- Stephanie Bolster (* 1969)
- Roo Borson (* 1952)
- Michel Marc Bouchard (* 1958)
- Nicholas Boving
- Gail Bowen (* 1942)
- George Bowering (* 1935), Dichtung
- Marilyn Bowering (* 1949)
- Elisabeth Bowers (* 1949), Krimi
- David Boyd (* 1953)
- George Elroy Boyd
- Catherine Bradford
- Karleen Bradford (* 1936), Kinderbuchautorin
- Max Braithwaite  (1911–1995)
- Dionne Brand (* 1953), afroamerikanische Aktivistin
- Beth Brant (1941–2015), First Nations (Mohawk)
- Jacques Brault (1933–2022)
- Brian Brett (1950–2024)
- Robert Bringhurst (* 1946)
- David Bromige (* 1944)
- Bertram Brooker (1888–1955)
- Nicole Brossard (* 1943)
- Sharon Brown (* 1946)
- Robert Budde (* 1966)
- Margaret Buffie (* 1945), Kinderbuchautorin
- Bonnie Burnard (* 1945)
- Mick Burrs (* 1940)
- Catherine Bush (* 1961)
- Sharon Butala (* 1940)
- Anthony M. Buzzelli

## C
- Barry Callaghan  (* 1937)
- Morley Callaghan (1903–1990)
- Anne Cameron (1938–2022)
- Elspeth Cameron (* 1943)
- Silver Donald Cameron (* 1937)
- James Munro Cameron (1910–1995)
- Phil Campagna
- Bliss Carman  (1861–1929)
- David Carpenter (* 1941)
- Emily Carr (1871–1945), auch Künstlerin
- Roch Carrier (* 1937)
- Anne Carson (* 1950)
- Gillian Chan
- Pierre François Xavier de Charlevoix (1682–1761)
- Normand Chaurette (* 1954)
- Wayson Choy (1939–2019)
- Leslie Choyce (* 1951)
- Greg Clark (1892–1977)
- Austin Clarke (1934–2016), afroamerikanischer Schriftsteller
- George Elliott Clarke (* 1960), afroamerikanischer Literaturwissenschaftler
- Lynn Coady (* 1970)
- Leonard Cohen (1934–2016), auch Singer/Songwriter
- Matt Cohen (1942–1999)
- Samuel Nathan Cohen (1923–1971)
- Helena Coleman
- John Robert Columbo (* 1936)
- Karen Connelly (* 1969)
- Ralph Conner (AKA Charles William Gordon)
- George Ramsay Cook (1931–2016)
- Hugh Cook (* 1942)
- Michael Cook (1933–1994)
- Dennis Cooley (* 1944)
- Doug Cooper
- John Paul Copel
- Claudia Maria Cornwall (* 1948)
- Thomas Costain (1885–1965)
- Douglas Coupland (* 1961)
- Gil Courtemanche (1943–2011)
- Isabella Valancy Crawford (1850–1887), aus Dublin
- Donald Creighton (1902–1979)
- Claude Cremazie (1827–1879)
- Louis Crompton (1925–2009)
- Lynn Crosbie
- Lorna Crozier (* 1948)
- Peter Cummings
- Alan Cumyn (* 1960)
- Richard Cumyn
- Herb Curtis
- Leona Czwartkowski (* 1949)
- Gilles Cyr (* 1940)

## D
- Daniel Danis (* 1962)
- Geena Dare (Sammelpseudonym)
- Frank Davey (* 1940)
- Robertson Davies (1913–1995)
- Amber Dawn (* 1974)
- David Day (* 1947), J.-R.-R.-Tolkien-Forscher
- Mazo de la Roche (1879–1961)
- Jeanne-Mance Delisle (* 1941)
- Sandra Dempsey (* 1956)
- Barry Dempster (* 1952)
- William Deverell (* 1937)
- Alexander K. Dewdney (1941–2024)
- Christopher Dewdney (* 1951)
- Don Dickinson (* 1947)
- Nicolas Dickner (* 1972)
- Kildare Dobbs (* 1923)
- Farzana Doctor (* 1970)
- Don Domnski (* 1950)
- Hélène Dorion (* 1958)
- Candas Jane Dorsey (* 1952)
- Cas Dorsey (* 1960)
- William Henry Drummond (1854–1907)
- Marcel Dubé (* 1930)
- René-Daniel Dubois (* 1955)
- Réjean Ducharme (1941–2017)
- Louis Dudek (1918–2001)
- Dave Duncan (1933–2018), Fantasy

## E
- Edith Maude Eaton (1865–1914)
- Winnifred Eaton (1875–1954)
- Esi Edugyan (* 1978)
- Marina Endicott (* 1958)
- Howard Engel (1931–2019)
- Marian Engel (1933–1985)
- Steven Erikson (* 1959), Fantasy
- Allen Roy Evans (1885–1965)
- C. J. Everon (* 1971)

## F
- Emil Fackenheim (1916–2003)
- Ava Farmehri
- Edmundo Farolan
- Brian Fawcett
- Trevor Ferguson (* 1947)
- Will Ferguson
- Ian Ferguson
- Jacques Ferron (1921–1985)
- Joy Fielding (* 1945), Thriller
- B. K. Filson
- Timothy Findley (1930–2002)
- Sheree Fitch
- Judith Fitzgerald
- Barbara Fletcher
- Cynthia Flood (* 1940)
- Naomi Fontaine (* 1987)
- Katherine V. Forrest (* 1939), Krimi
- Helen Forrester (1919–2011)
- Cecil Foster
- Tess Fragoulis
- John Anderson Fraser (* 1944)
- Raymond Fraser
- Sylvia Fraser (* 1935)
- Carole Fréchette (* 1949)
- Louis-Honoré Fréchette (1839–1908)
- David French (1939–2010)
- Patrick Friesen
- Robert Froetsch
- Northrop Frye (1912–1991)
- Robert Fulford (1932–2024)
- Wes Funk (1969–2015)
- Nicola Furlong
- James V. Fusco

## G
- Grover Gall
- Mavis Gallant (1922–2014)
- Jonathan Garfinkel (* 1973)
- François-Xavier Garneau (1809–1866)
- Michel Garneau (1939–2021)
- Saint-Denys Garneau (1912–1943)
- Hugh Garner (1913–1979)
- Claude Gauvreau (1925–1971)
- Pauline Gedge (* 1945), Unterhaltung, Sujet: altes Ägypten
- Camilla Gibb (* 1968)
- Graeme Gibson (1934–2019)
- Margaret Gibson (1948–2006)
- William Gibson (* 1948)
- Danuta Gleed (1946–1996)
- Joanna Glass (* 1936)
- Terry Glavin (* 1955)
- Jacques Godbout (* 1933)
- David Godfrey
- Robert Goldsmith (1794–1861)
- Leona Gom (* 1946)
- Beth Goobie (* 1959)
- Phyllis Gotlieb (1926–2009), Dichtung, Science Fiction
- Sondra Gotlieb (* 1936)
- Hiromi Goto
- Katherine Govier (* 1948)
- Barbara Gowdy (* 1950)
- Neile Graham
- Alain Grandbois (1900–1975), Dichtung
- George Grant (1918–1988)
- Frederick Philip Grove (1879–1948)
- Richard Grove
- Christian Guay-Poliquin (* 1982)
- Genni Gunn (* 1949)
- Ralph Gustafson (1909–1995)
- Sra Gwyn (* 1935)

## H
- Joan Haggerty
- Roderick Haig-Brown (* 1941)
- Arthur Hailey (1920–2004), Thriller
- Jane Hamilton
- Manly Palmer Hall (1901–1990)
- Claire Harris (* 1937)
- Marjorie Harris
- Lisi Harrison (* 1975), Jugendbücher
- Sabrina Ward Harrison (* 1975), Self-Help
- Diana Hartog (* 1942), Gedichte, Historischer Roman
- Elisabeth Harvor
- Barbara Haworth-Attard (* 1953)
- Dan Healey (* 1957)
- Anne Hébert (1916–2000)
- Steven Heighton
- Louis Hémon (1880–1913), aus Brest
- Lee Henderson (* 1974), Kurzgeschichten und Historische Romane
- James Heneghan (1930–2021), Kinder- und Jugendliteratur
- John Herbert (1926–2001), Dramen
- Tomson Highway (* 1951)
- Lawrence Hill (* 1957)
- Robert Hilles (* 1951)
- Jack Hodgins (* 1938)
- Pauline Holdstock (* 1948), Historische Romane, Essays
- Greg Hollingshead (* 1947)
- David Homel (* 1952)
- Hugh Hood (1928–2000)
- Cornelia Hoogl (* 1952)
- Nalo Hopkinson (* 1960)
- Jan Horner
- Polly Horvath (* 1957), Kinder- und Jugendbücher
- Harold Horwood (1923–2006)
- Tanya Huff (* 1957), Fantasy
- Matthew Hughes (* 1949), Science-Fiction; Kriminalliteratur unter dem Namen Matt Hughes
- Bruce Hunter
- Catherine Hunter
- Maureen Hunter (* 1948)
- Nancy Huston (* 1953)
- Hazel Hutchins
- Bruce Hutchison (1901–1992)

## I
- Michael Ignatieff (* 1947), Politiker, Historiker
- Susan Ioannou (* 1944)
- Frances Itani (* 1942)
- Joan Irvine

## J
- Donald Jack (1924–2003)
- J. Robert Janes (* 1932)
- K. V. Johansen (* 1968)
- Rita Joe (1932–2007), First Nations, Mi’kmaq, Dichtung
- Pauline E. Johnson
- Andy Jones
- Terry Jordan
- John Joyce

## K
- Surjeet Kalsey
- Smaro Kamboureli
- Welwyn Wilton Katz
- Guy Gavriel Kay (* 1954), Unterhaltung, Fantasy
- Lionel Kearns (* 1937)
- Adam Kidd
- Crawford Kilian
- Crad Kilodney
- W. P. Kinsella (* 1935)
- Thomas King (* 1943), First Nations
- Alex Kizuk
- Raymond Knister (1899–1932)
- Joy Kogawa (* 1935)
- Sergio Kokis (* 1944)
- Lawrence Kootnikoff
- Gordon Korman
- Myrna Kostash
- Henry Kreisel (1922–1991)
- Robert Kroetsch (1927–2011)
- Robert N.Kucey (* 1940)

## L
- Tim Ler
- Patrick Lane (* 1939)
- André Langevin (1927–2009)
- Paul-Marie Lapointe (1929–2011)
- Rina Lasier (1910–1996)
- Evelyn Lau (* 1971)
- Margaret Laurence (1926–1987)
- Irving Layton (1912–2006)
- Stephen Leacock (1869–1944)
- Dennis Lee (* 1939)
- Sky Lee
- Gene Lees (1928–2010), Musikkritiker
- Mark Leiren-Young (* 1962)
- John Lent
- Charles Lillard (1944–1997), Dichter und Historiker
- Charles de Lint (* 1951), Fantasy
- Dorothy Livesay (1909–1996)

## M
- Rozena Maart (* 1962)
- Ann-Marie MacDonald (* 1958)
- Bernell MacDonald (* 1950)
- Hugh MacDonald
- Jake MacDonald
- Marianne MacDonald (1934–2019)
- Gwendolyn MacEwen (1941–1987)
- Agnes Maule Machar
- Isabel Ecclestone Mackay
- Rory MacLean (1954)
- Hugh MacLennan (1907–1990)
- Alistair MacLeod (1936–2014)
- Elizabeth Macleod
- Antonine Maillet (1929–2025)
- André Major (* 1942)
- Kevin Major (* 1949)
- Lee Maracle
- Philip Marchand (* 1946)
- Jovette Marchessault (* 1933)
- Daphne Marlatt (* 1942)
- John Marlyn (1912–1985)
- David Margoshes (* 1941)
- Nicole Markotic
- Katherine Marlowe (eigentl. Charlotte Vale Allen) (* 1941)
- Paul Marlowe
- Yann Martel (* 1963)
- Carol Matas (* 1949)
- Shirlee Smith Matheson
- Suzette Mayr (* 1967)
- Steve McCaffery (* 1947)
- Nellie McClung (1873–1951)
- John McCrae (1872–1918)
- David McFadden
- James McIntyre (1828–1906)
- Don McKay
- Barry McKinnon (1944–2023)
- Rhonda McLean
- Marshall McLuhan (1911–1980)
- Susan McMaster
- Robert McNeil
- Sylvia McNicoll
- George McWhirter (* 1939)
- Eli Mel
- Miriam Mel
- Judith Merril (1923–1997)
- John Metcalf (* 1938)
- Anne Michaels (* 1958)
- Christine Michels
- Roy Miki
- Margaret Millar (1915–1994)
- Gaston Miron (1928–1996)
- Rohinton Mistry (* 1952)
- Jane Mitchell
- Jared Mitchell
- W. O. Mitchell (1914–1998)
- Charles Montgomery (* 1968)
- Lucy Maud Montgomery (1874–1942)
- Susanna Moodie (1803–1885)
- Brian Moore (1921–1999)
- Edythe Morahan de Lauzon
- Keith Moreau (* 1951)
- Pierre Morency (* 1942)
- Bernice Morgan (* 1935)
- Kim Morrisse
- Colin Morton
- Daniel David Moses
- Tara Moss (* 1973)
- Erin Moure
- Wajdi Mouawad (* 1968)
- Farley Mowat (1921–2014)
- Karen Mulholl
- Alice Munro (1931–2024)
- Robert Munsch (* 1945)
- Allison Muri
- John Murrell
- Jai Murugan
- Susan Musgrave (* 1951)

## N
- Brian Nation
- Rosemary Neering (* 1945)
- Émile Nelligan (1879–1941)
- John Newlove
- Peter C. Newman (1929–2023)
- George D. Nicholls
- Kimberley Nickmann
- bpNichol (1944–1988)
- James Norman
- Mary Novik (* 1945)
- Alden Nowlan (1933–1983)

## O
- Sheldon Oberman
- Christopher Ondaatje (* 1933), Reiseschriftsteller
- Michael Ondaatje (* 1943)
- Kenneth Oppel (* 1967), Fantasy, SF
- Victor Ostrovsky (* 1949), israelischer Soldat, Bücher über den Mossad
- Fernand Ouellette (* 1930)
- Grey Owl (1888–1938), der „englische Karl May“ Kanadas

## P
- P. K. Page (1916–2010)
- Fiona Patton (* 1962), Fantasy
- Stan Persky (1941–2024), Kulturkritiker
- Len Peterson
- Marjorie Pickthall
- Ted Plantos
- Simone Poirier-Bures
- Daniel Poliquin
- Sharon Pollock (* 1936)
- Jacques Poulin (* 1937), Quebec
- E. J. Pratt (1882–1964)
- Robert Priest
- Annie Proulx (* 1935)
- Jean Baptiste Proulx (1846–1904)
- Monique Proulx (* 1952)
- Al Purdy (1918–2000)

## Q
- Darlene Quaife (* 1948)
- Paul Quarrington (* 1953)

## R
- Thomas Raddal (1903–1994)
- David Rakoff (1964–2012)
- Gurcharan Rampuri (1929– 2018)
- Gayla Reid (* 1945)
- Nino Ricci (* 1959)
- David Adams Richards (* 1950)
- Mordecai Richler (1931–2001)
- Ringuet (Phillipe Panneton) (1895–1960)
- Gwen Pharis Ringwood (1910–1984)
- Sir Charles G. D. Roberts (1860–1943)
- Ken Roberts (* 1946)
- Paul William Roberts (1950–2019)
- Eden Robinson (* 1968)
- Spider Robinson (* 1948)
- Esther Rochon (* 1948)
- Don Rogalski
- Linda Rogers (* 1944)
- Richard Rohmer (* 1924)
- Jean-Pierre Ronfard (* 1929)
- Leon Rooke (* 1934)
- Joel Rosenberg (1954–2011)
- Joe Rosenblatt (1933–2019)
- Sinclair Ross (1908–1996)
- Gabrielle Roy (1909–1983)
- Jane Rule (1931–2007)
- George Ryga (1932–1987)
- Geoff Ryman (* 1951)

## S
- Hector de Saint-Denys Garneau (1912–1943)
- Rick Salutin (* 1942)
- Jocelyne Saucier (* 1948)
- John Ralston Saul (* 1947)
- Robert J. Sawyer (* 1960)
- Bill Schermbrucker (1938–2019)
- reas Schroeder
- Alvin Schwartz
- Duncan Campbell Scott (1862–1947)
- Frank Scott (1899–1985)
- Shyam Selvadurai (* 1965)
- Robert W. Service (1874–1958)
- Ernest Thompson Seton (1860–1946)
- Doris Shadbolt (1918–2003)
- Mark Shainblum
- Murphy O. Shewchuk
- Carol Shields (1935–2003)
- Marsha Skrypush
- Josef Škvorecký (1924–2012)
- Joshua Slocum (1844–1909)
- Beverly Slopen
- Elizabeth Smart (1913–1986)
- Russell Smith (* 1963)
- Taylor Smith (* 1953)
- Raymond Souster (* 1921)
- Esta Spalding
- Birk Sproxton (* 1943)
- Richard Stevenson
- Kathy Stinson
- Anne Stone
- Samuel Strickl (1804–1867)
- Carsten Stroud (* 1946)
- Rita Summers
- James L. Swanson
- Robert Sward
- Mark Swartz
- George Swede
- Anne Szumigalski

## T
- Mariko Tamaki (* 1975)
- Kevin Taylor
- Yves Theriault (1915–1983)
- Sharon Thesen
- Madeleine Thien (* 1974)
- Audrey Thomas (* 1935)
- Ernest Thompson Seton (1860–1946)
- John Thompson (1938–1976)
- Elizabeth Thornton
- Morley Torgov (* 1927)
- Catharine Parr Traill (geb. Strickl) (1802–1899)
- Rhea Tregebov
- Gail Tremblay (1945–2023)
- Michel Tremblay (* 1942)
- Dietmar Trommeshauser
- Maxine Trottier
- Stuart Douglas Trueman
- Elise Turcotte
- Michael Turner * 1962

## U
- Jane Urquhart (* 1949)

## V
- W. D. Valgardson (* 1939)
- Edo Van Belkom (* 1962)
- Aritha Van Herk (* 1954)
- A. E. Van Vogt (1912–2000)
- M. G. Vassanji (* 1950)
- Richard Murray Vaughan (1965–2020)
- Guy Verhaeghe (* 1951)

## W
- Fred Wah (* 1939)
- Bronwen Wallace (1945–1989)
- Chris Walter (* 1959)
- Ted Warnell
- David Watmough
- Sheila Watson (1909–1998)
- Thomas Waugh (* 1948)
- Alison Wearing
- John Weier
- Helen Weinzweig (1915–2010)
- Elizabeth Wellburn
- Frank Westcott
- Mavis West
- Robert Paul Weston (* 1975), zeitweilig in Kanada lebend
- Thomas Wharton (* 1963)
- Rudy Wiebe (* 1934)
- Diana Wieler
- David Ricardo Williams (1923–1999)
- Budge Wilson (1927–2021)
- Ethel Wilson (1888–1980)
- Robert Charles Wilson (* 1953)
- Carol Windley (* 1947)
- Rob Winger
- Adele Wiseman (1928–1992)
- Beverly Wood
- George Woodcock (1912–1995)
- Patrick Woodcock
- Lance Woolaver
- Eric Wright (1929–2015)
- L. R. Wright (1939–2001)
- Ronald Wright (* 1948)

## Y
- Ying Chen (1961)
- Alissa York (* 1970)
- Egerton Ryerson Young (1840–1909)
- Patricia Young (* 1954)
- Scott Young (1918–2005)

## Z
- Robert L. J. Zenik (* 1950)
- Jan Zwicky (* 1955)